# Leucospermum gerrardii
Leucospermum gerrardii är en tvåhjärtbladig växtart som beskrevs av Otto Stapf. Leucospermum gerrardii ingår i släktet Leucospermum och familjen Proteaceae. Inga underarter finns listade i Catalogue of Life.